# Advent Records
Advent Records ist ein US-amerikanisches Plattenlabel, das im Jahre 1972 von Frank Scott gegründet und bis Ende der 1970er Jahre betrieben wurde. Seine Spezialität war die Herausgabe von Aufnahmen zeitgenössischer Blues- und Gospelmusiker.
Künstler, deren Werke auf diesem Label veröffentlicht wurden, sind u. a. Thomas Shaw, Eddie Taylor, Johnny Shines, Sam Chatmon, Louis Myers, Jimmy Rogers, John Littlejohn, Homesick James, Robert Lockwood Jr. und Sonny Rhodes.